# Eupithecia transversa
Eupithecia transversa là một loài bướm đêm trong họ Geometridae.